# تونل (فیلم ۲۰۰۹)
«تونل» (انگلیسی: The Tunnel (2009 film)) یک فیلم است که در سال ۲۰۰۹ منتشر شد.